# Ambrazură

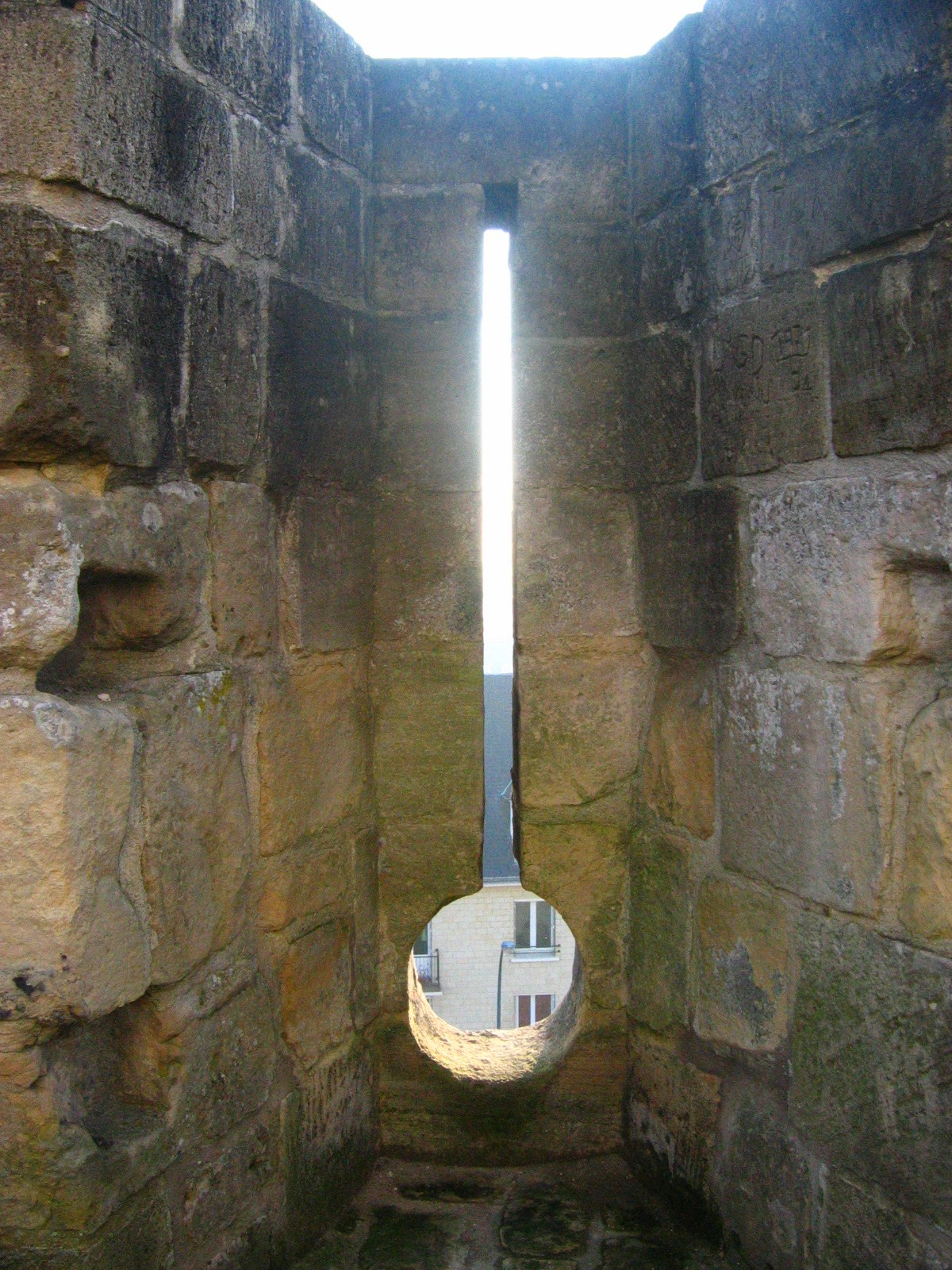
Ambrazură

Ambrazura este una din micile deschizături în pereții unei fortificații, folosită ca fereastră de tragere. Aceste deschizături permiteau tragerea cu arme de foc sau cu arcuri, în caz de asediu. 

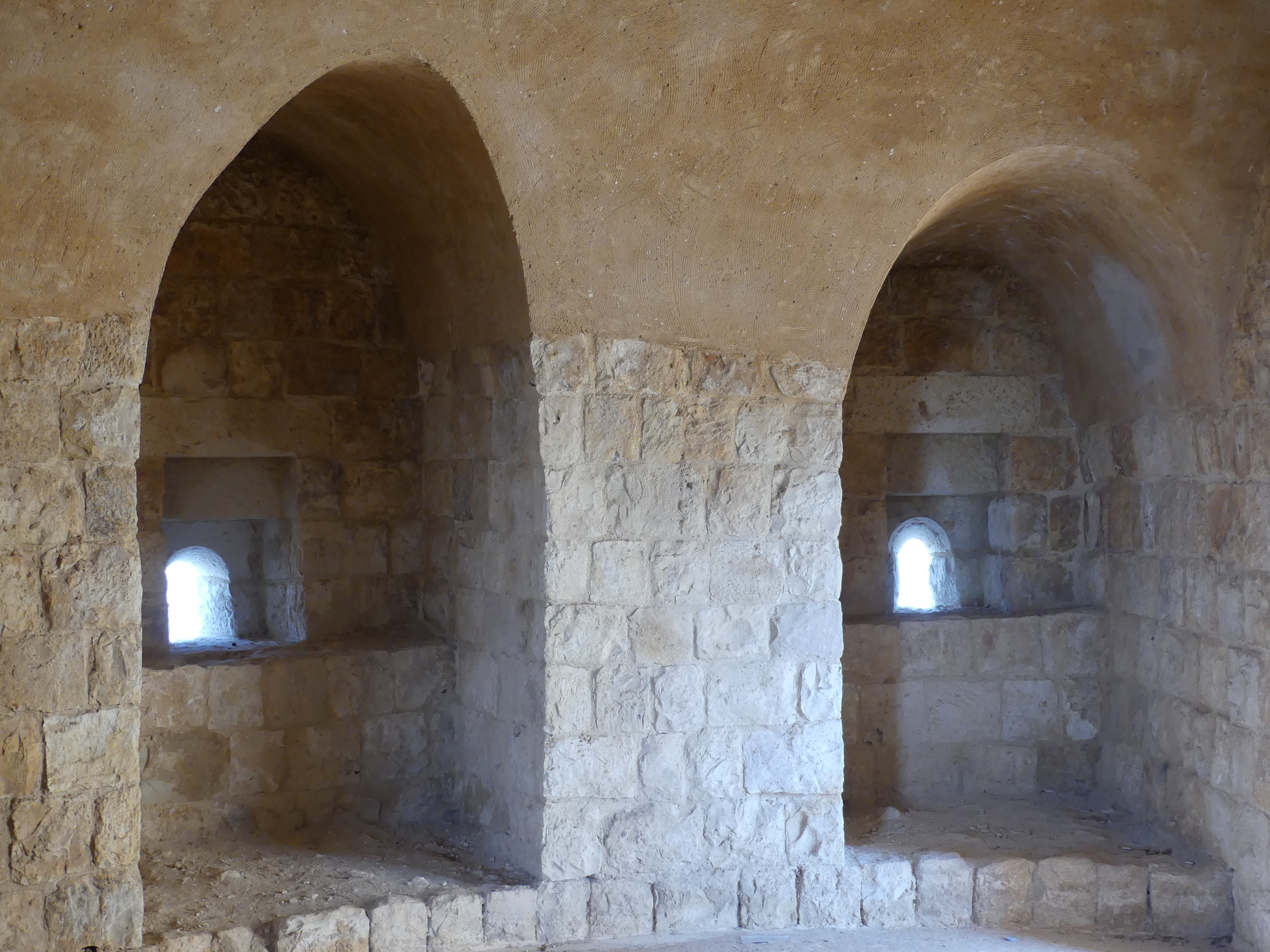
Turn de apărare cu două ambrazuri (ca. 1116)